# 愛德華茲維爾 (堪薩斯州)
愛德華茲維爾（英語：Edwardsville）是一個位於美國堪薩斯州懷恩多特縣的城市。

## 地方資料
根據2020年美國人口普查的數據，愛德華茲維爾的面積為24.23平方千米，當中陸地面積為23.41平方千米，而水域面積為0.82平方千米。當地共有人口4717人，而人口密度為每平方千米194.68人。